# Vanajan Autotehdas

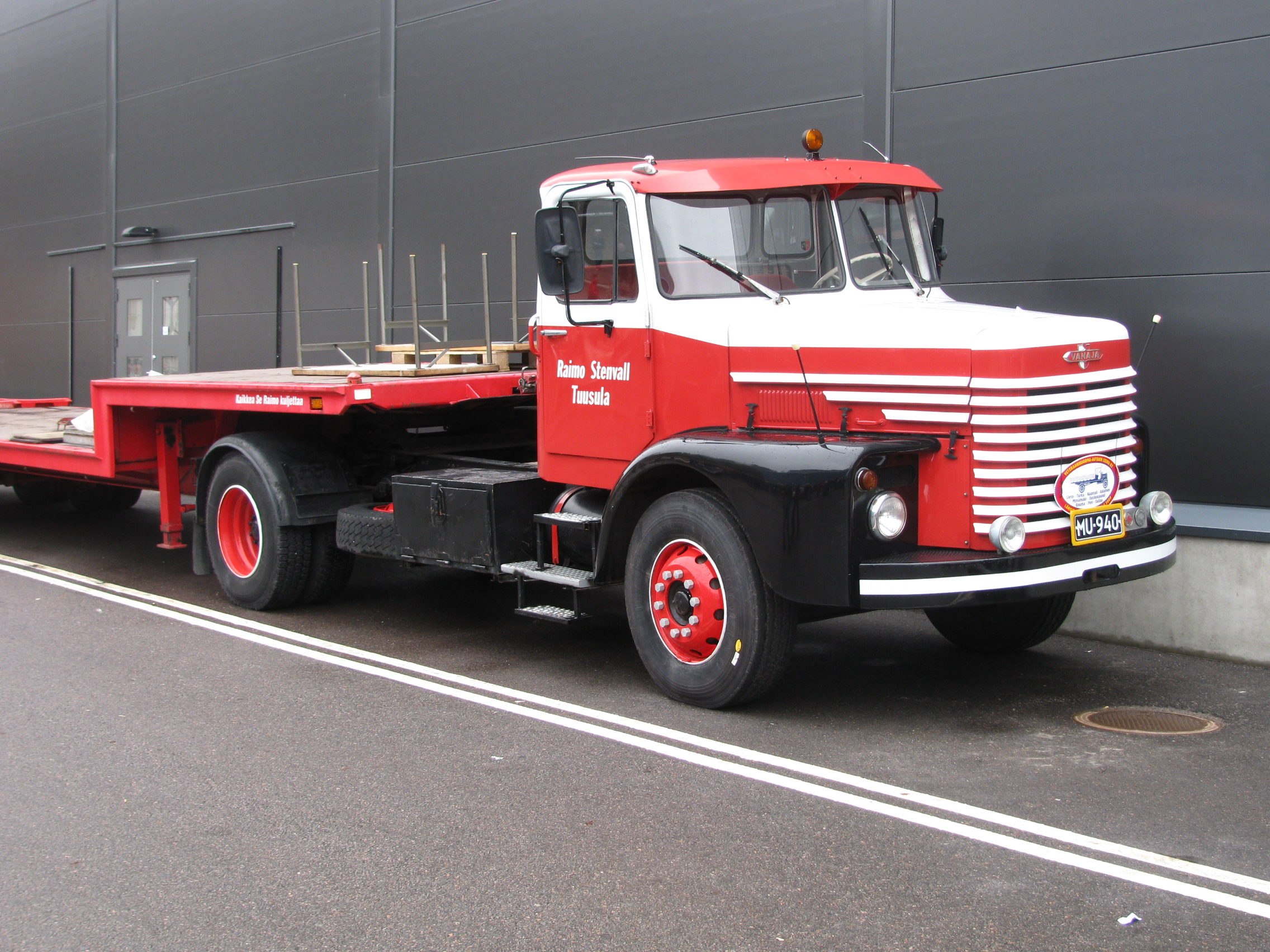
Vanaja med påhängsvagn

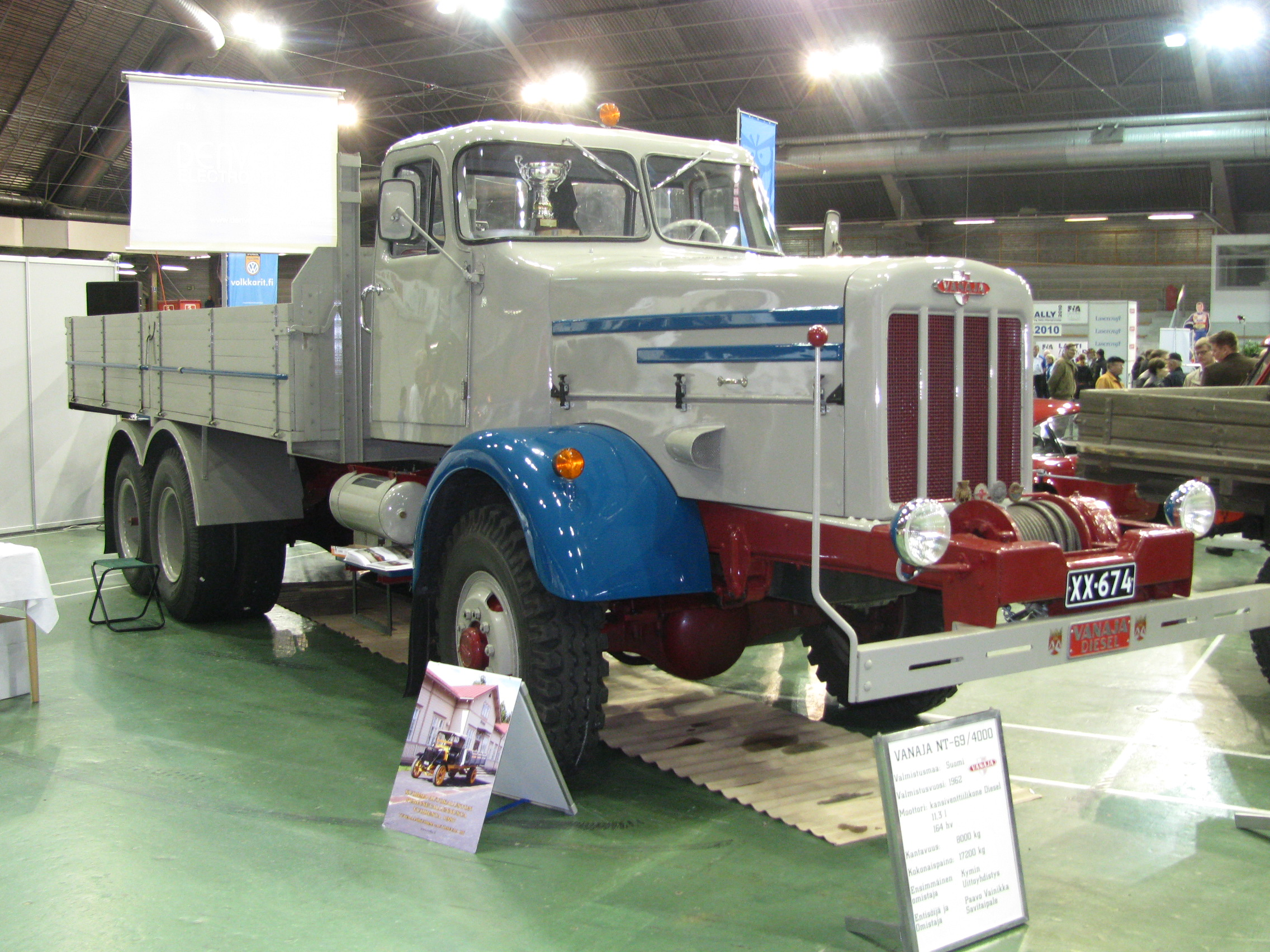
Vanaja NT-69/4000, 1962

Vanajan Autotehdas Oy var en finländsk tillverkare av lastbilar och bussar i Vånå (→1948) och senare i Tavastehus (1948→).
Företaget grundades 1943 för att tillgodose Finlands armés behov av fordon. Det övergick till civil produktion 1946. Åren 1943–1948 gick företaget under namnet Yhteissisu och producerade lastbilar konstruerade av Sisu. År 1948 ändrades namnet på företaget till Vanajan Autotehdas Oy och den första egenkonstruerade lastbilen presenterades. Det första busschassiet gjordes 1950, och påbyggdes med karosser från olika karossbyggare, som Kiitokori. Företaget uppfann år 1959 tandemaxellyft Boggi med tandemdrift.
Företaget producerade lastbilar, bussar och specialfordon och använde efter andra världskriget motorer från AEC och Leyland Motors. Vanaja fusionerades med Suomen Autoteollisuus (Sisu) 1968. Produktionen upphörde 1971 efter cirka 7 000 tillverkade fordon.

## Bildgalleri

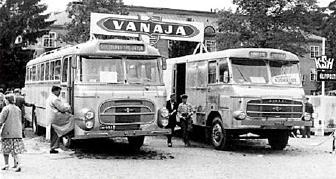
Vanajabussar med karosseri från Korittamo respektive Ajokki, sent 1950-tal
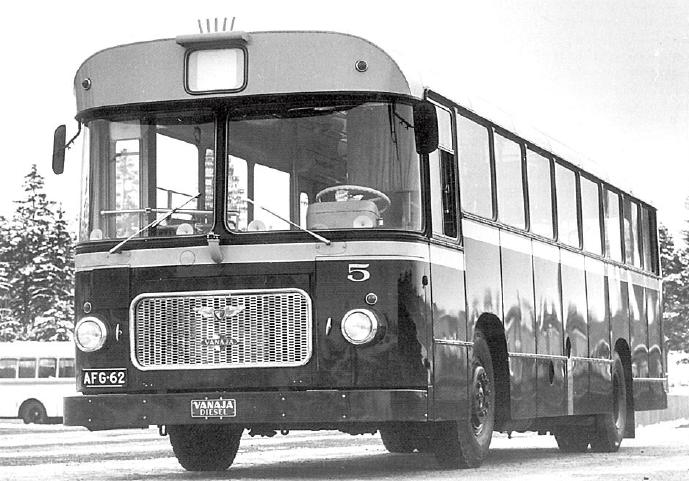
Vanaja VLK-3 med kaross från Wiima, från 1963
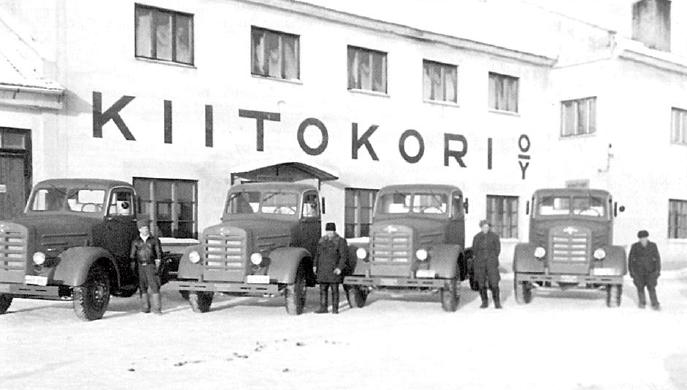
Vanaja-lastbilar utanför Kiitokoris fabrik i Kausala 1954
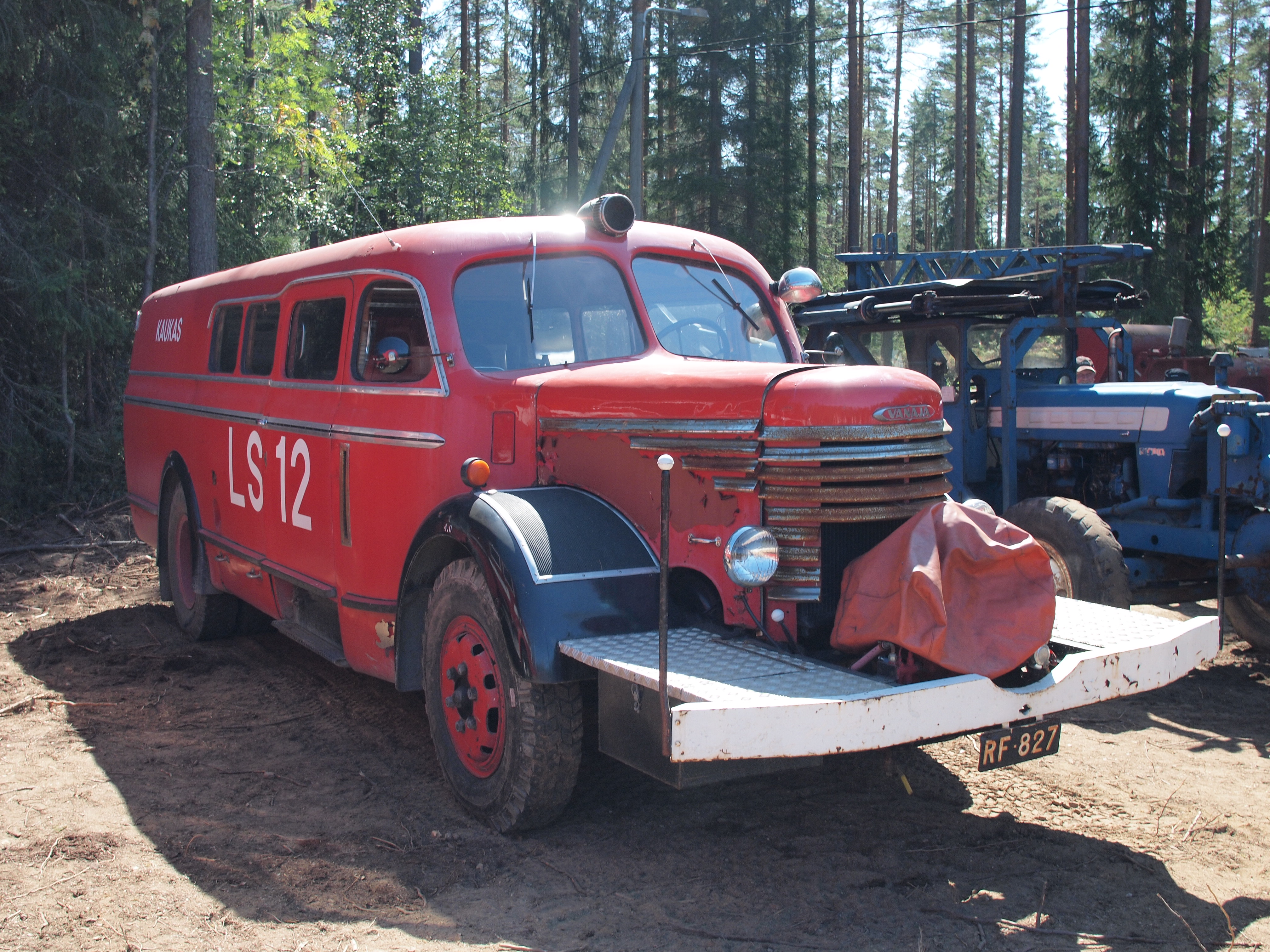
Vanaja VK brandbil, från 1952